# Lonchophylla bokermanni
Lonchophylla bokermanni är en fladdermusart som beskrevs av Sazima, Vizotto och Taddei 1978. Lonchophylla bokermanni ingår i släktet Lonchophylla och familjen bladnäsor. Inga underarter finns listade i Catalogue of Life.

## Utseende
Beroende på utbredning har arten en kroppslängd (huvud och bål) av 55 till 63 mm, en svanslängd av 10 till 12 mm och en vikt av 10 till 12 g. Underarmarna är 36 till 41 mm långa och bakfötternas längd är 8 till 9 mm. Håren på ovansidan är ljusa vid roten och mörkare vid spetsen vad som ger en gulbrun till gråbrun färg. På undersidan är pälsen ljusare och huvudet har samma färg som ryggen. Huvudet kännetecknas av avrundade öron, av utskott vid hakan som liknar vårtor och av hudflikar på näsan med en hästskoformig grundform. Arten har en lång svansflyghud och hälsporren är kortare än forten. Svansens spets ligger på svansflyghudens ovansida och utanför. Typisk är en ränna på de övre hörntänders framsida och breda nedre framtänder. Den diploida kromosomuppsättningen består av 28 kromosomer (2n=28).

## Utbredning och ekologi
Denna fladdermus lever i sydöstra Brasilien i delstaterna Minas Gerais och Rio de Janeiro. Habitatet utgörs av landskapet Cerradon och av skogar nära Atlanten.
Vanligen vilar två till fem individer tillsammans. Arten äter främst nektar och är betydande för växternas pollinering. Typiska växter som besöks är Bauhinia rufa och arter av släktet Encholirium. Fladdermusen upptar även några myror. Lonchophylla bokermanni vilar i grottor och övergivna gruvor tillsammans med andra fladdermöss som Carollia perspicillata och Glossophaga soricina. Exemplaren lämnar gömstället under eftermiddagen eller kort efter solnedgången. I januari upptäcktes en dräktig hona.

## Hot
Beståndet hotas av landskapsförändringar. Populationerna är skilda från varandra. Utbredningsområdet är inte större än 5000 km². IUCN kategoriserar arten globalt som starkt hotad.